# Dol, Kočevje
Dol je naselje v občini Kočevje. Nahaja se ob reki Kolpi.